# Municipio de Watson (Illinois)
El municipio de Watson (en inglés: Watson Township) es un municipio ubicado en el condado de Effingham en el estado estadounidense de Illinois. En el año 2010 tenía una población de 3193 habitantes y una densidad poblacional de 34,41 personas por km².

## Geografía
El municipio de Watson se encuentra ubicado en las coordenadas 39°2′47″N 88°31′22″O / 39.04639, -88.52278. Según la Oficina del Censo de los Estados Unidos, el municipio tiene una superficie total de 92.8 km², de la cual 92,8 km² corresponden a tierra firme y (0 %) 0 km² es agua.

## Demografía
Según el censo de 2010, había 3193 personas residiendo en el municipio de Watson. La densidad de población era de 34,41 hab./km². De los 3193 habitantes, el municipio de Watson estaba compuesto por el 98,75 % blancos, el 0,09 % eran afroamericanos, el 0,06 % eran amerindios, el 0,19 % eran asiáticos, el 0,16 % eran de otras razas y el 0,75 % eran de una mezcla de razas. Del total de la población el 0,88 % eran hispanos o latinos de cualquier raza.